# Krasna Balka, Krîvîi Rih
Krasna Balka (în ucraineană Красна Балка) este un sat în comuna Hleiuvatka din raionul Krîvîi Rih, regiunea Dnipropetrovsk, Ucraina.

## Demografie
Componența lingvistică a localității Krasna Balka
     Ucraineană (98,36%)
     Rusă (1,64%)
Conform recensământului din 2001, majoritatea populației localității Krasna Balka era vorbitoare de ucraineană (98,36%), existând în minoritate și vorbitori de rusă (1,64%).